# Sholto Carnegie
Sholto Hector Carnegie (Londres, 28 de febrero de 1995) es un deportista británico que compite en remo.
Participó en dos Juegos Olímpicos de Verano, obteniendo una medalla de oro en París 2024, en la prueba de ocho con timonel, y el cuarto lugar en Tokio 2020, en la prueba de cuatro sin timonel.
Ganó tres medallas en el Campeonato Mundial de Remo entre los años 2019 y 2023, y cinco medallas de oro en el Campeonato Europeo de Remo entre los años 2019 y 2024.

## Palmarés internacional
| Juegos Olímpicos   | Juegos Olímpicos         | Juegos Olímpicos  | Juegos Olímpicos   |
| Año                | Lugar                    | Medalla           | Prueba             |
| ------------------ | ------------------------ | ----------------- | ------------------ |
| 2024               | París (Francia)          | Medalla de oro    | Ocho con timonel   |
| Campeonato Mundial |                          |                   |                    |
| Año                | Lugar                    | Medalla           | Prueba             |
| 2019               | Ottensheim (Austria)     | Medalla de bronce | Cuatro sin timonel |
| 2022               | Račice (República Checa) | Medalla de oro    | Ocho con timonel   |
| 2023               | Belgrado (Serbia)        | Medalla de oro    | Ocho con timonel   |
| Campeonato Europeo |                          |                   |                    |
| Año                | Lugar                    | Medalla           | Prueba             |
| 2019               | Lucerna (Suiza)          | Medalla de oro    | Cuatro sin timonel |
| 2021               | Varese (Italia)          | Medalla de oro    | Cuatro sin timonel |
| 2022               | Múnich (Alemania)        | Medalla de oro    | Ocho con timonel   |
| 2023               | Bled (Eslovenia)         | Medalla de oro    | Ocho con timonel   |
| 2024               | Szeged (Hungría)         | Medalla de oro    | Ocho con timonel   |